# Fougères-sur-Bièvre
Fougères-sur-Bièvre – miejscowość i dawna gmina we Francji, w Regionie Centralnym, w departamencie Loir-et-Cher. W 2013 roku populacja ówczesnej gminy wynosiła 867 mieszkańców. W miejscowości znajduje się ufortyfikowany zamek, którego historia sięga XI wieku. Obecną formę uzyskał w latach 1470-1520. 
W dniu 1 stycznia 2019 roku z połączenia pięciu ówczesnych gmin – Contres, Feings, Fougères-sur-Bièvre, Ouchamps oraz Thenay – powstała nowa gmina Le Controis-en-Sologne. Siedzibą gminy została miejscowość Contres. 